# Decenzio (magister officiorum)
Decenzio (latino: Decentius; fl. 360-365) è stato un funzionario romano di età imperiale, che svolse un ruolo importante nell'acclamazione a Parigi nel 360 dell'imperatore Giuliano, in opposizione all'imperatore Costanzo II.

## Biografia
Nel 360 ricopriva il rango di tribunus et notarius alla corte dell'imperatore Costanzo II, il quale lo inviò presso il cugino e cesare Giuliano, per chiedere di inviargli le sue truppe migliori, gli Heruli, i Batavi, i Celtae e i Petulantes, oltre a trecento uomini scelti dalle altre unità. I soldati non erano contenti di questo trasferimento, in quanto preferivano restare nelle proprie terre e vicino alle proprie famiglie, invece che marciare verso la frontiera orientale. Decenzio prese però con sé gli uomini migliori e si mise in marcia. Inoltre suggerì a Giuliano di far passare le truppe da Parigi, dove il cesare aveva il suo quartier generale; quando le truppe giunsero a Parigi, acclamarono Giuliano imperatore in opposizione a Costanzo. Decenzio tornò da Costanzo.
Tra il 364 e il 365 fu magister officiorum, esercitando una grande influenza a corte.